# Codex aureus von St. Emmeram

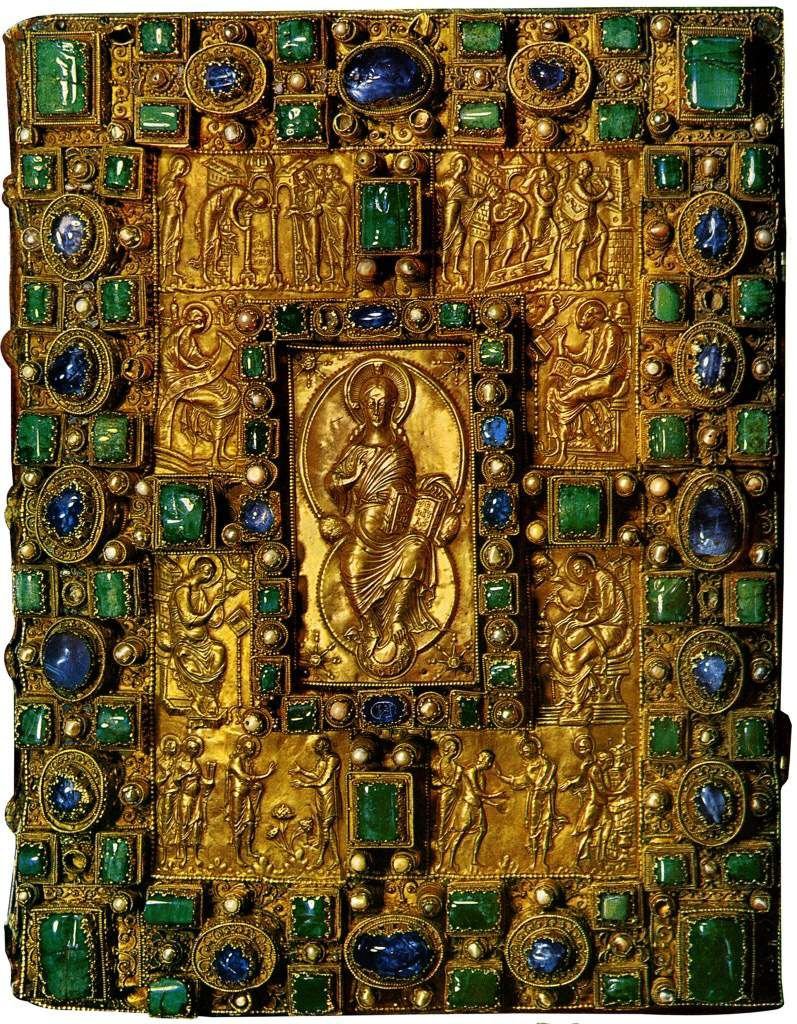
Der aufwändige Einband des Codex

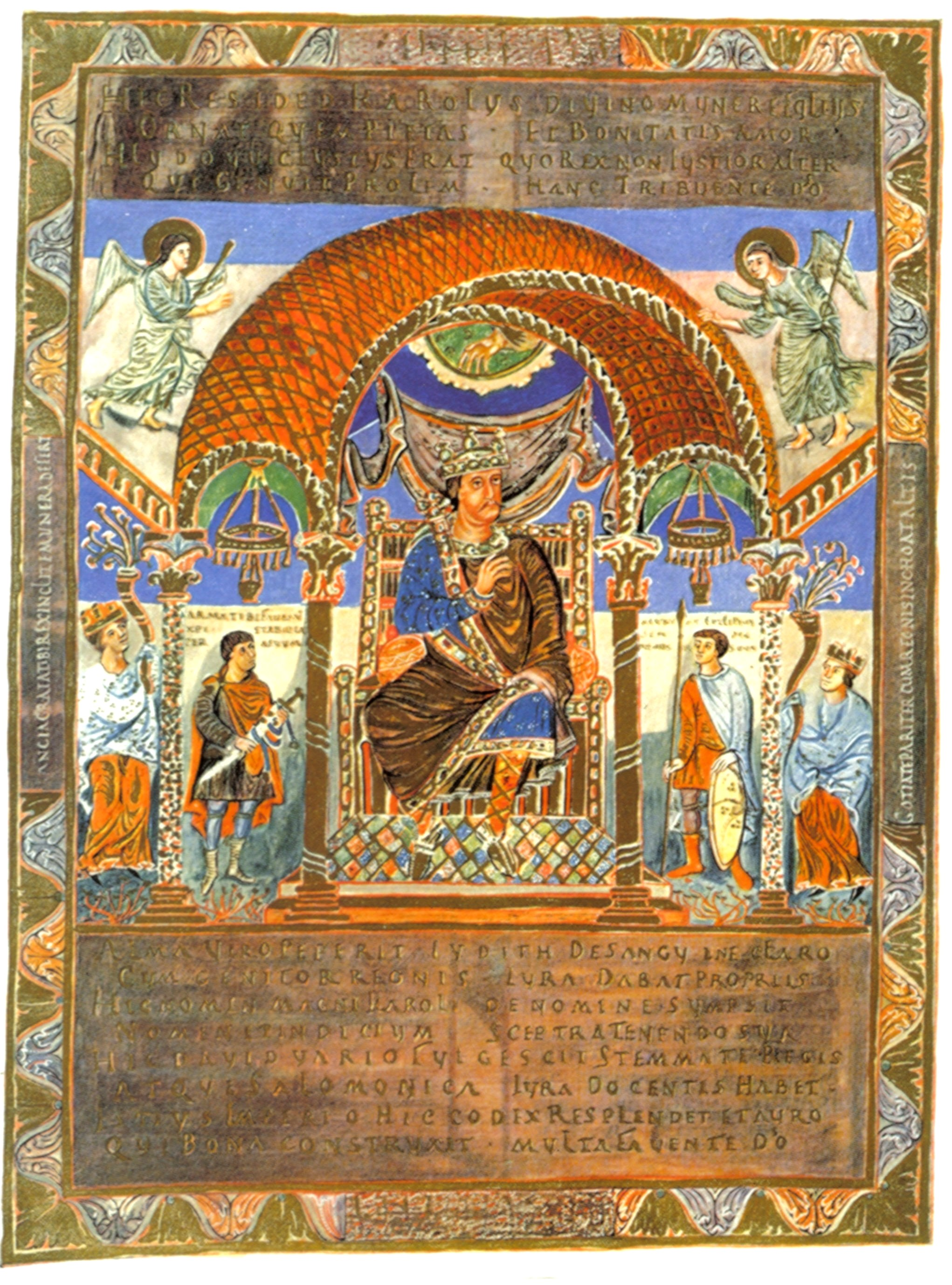
Darstellung Karls des Kahlen mit verschiedenen allegorischen und symbolischen Motiven, darunter mit Goldtinte geschriebener Text auf Purpurfarbe (Seite aus dem Codex aureus, folio 5v)

Der Codex Aureus von St. Emmeram ist eine karolingische Bilderhandschrift, die um 870 in der Hofschule Karls des Kahlen entstand.

## Geschichte
Der Codex Aureus wurde von den Mönchen Liuthard und Beringer geschrieben. Es ist nicht bekannt, an welchem Ort die Handschrift entstanden ist, da man nicht weiß, wohin die Hofschule nach der Zerstörung des Klosters St. Martin 853 umgezogen ist, wahrscheinlich war sie in St. Denis bei Paris angesiedelt.
Quellen des 11. Jahrhunderts zufolge wurde die Handschrift 893 von Kaiser Arnulf dem Kloster Sankt Emmeram in Regensburg unter dem Abtbischof Tuto geschenkt. Im Verlauf der Säkularisation kam sie 1811 in die Bayerische Staatsbibliothek in München (Clm 14000).

## Inhalt
Das Evangeliar umfasst 126 Pergamentblätter, sein Format ist 420 × 330 mm. Die Texte der vier Evangelien in lateinischer Sprache sind  in goldenen Unzialen geschrieben, jede Seite ist gerahmt. Sieben ganzseitige Miniaturen zeigen die vier Evangelisten, ein Thronbild Karls des Kahlen, die Anbetung des Lammes und eine Maiestas Domini. Darüber hinaus besteht der Buchschmuck aus zwölf Kanontafeln, zehn ausgeschmückten Initial- und Incipitseiten sowie zahlreichen Initialen.

## Einband
Der Codex befindet sich noch in seinem originalen Einband, der bereits im 11. Jahrhundert, in einem Wunderbericht über den heiligen Emmeram vom Mönch Arnold von St. Emmeram in Regensburg detailliert beschrieben wurde: „Eines von diesen Büchern (die mit Gold und Gemmen geschmückt sind) ist eine Handschrift, eine Elle lang. Sie ist durch die Kunstfertigkeit, den Wert und das Gewicht so, dass es nicht einfach ist, eine ihr gleichwertige Handschrift zu finden. Auf der Rectoseite von dieser (das heißt auf der Vorderseite des Deckels) befinden sich hunderte von Edelsteinen. Von diesen ragen einige so sehr durch ihre Größe heraus, dass vier von ihnen jeweils von vier Kelchen getragen werden. Sie sind in Kreuzform angeordnet und um jeden dieser Steine befinden sich vier weitere (Perlen). Der innere Rahmen hat 32 Kelche, die kleinere Steine tragen. Mit diesen korrespondiert außen angebracht ein Rahmen, auf dem die größeren Steine in Form einer Burg angeordnet sind, die Perlen in Form von Bollwerken.“ (freie Übersetzung des lateinischen Textes). Die Textstelle mit dieser Beschreibung, heute in der Handschrift Clm 14870 der Bayerischen Staatsbibliothek München, belegt, dass es auf dem Einband im Verlaufe der Jahrhunderte nur marginale Veränderungen gegeben hat. Die kelchförmigen Edelstein- und Perlfassungen entsprechen noch in ihrer Anzahl den Angaben aus dem 11. Jahrhundert.

## Entscheidung des Reichsgerichts „Codex Aureus“
In einem Urteil vom 5. November 1930 beschäftigte sich der I. Zivilsenat des Reichsgerichts mit dem urheberrechtlichen Zitatrecht am Beispiel der Entnahme eines Bilds (Karl der Kahle auf dem Thron) aus einem photographischen Faksimile des Codex Aureus in einem Fachbuch. Die Zulässigkeit der Entnahme wurde verneint, da es nicht hinreichend der Erläuterung des Inhalts diene: „Die Verbindung zwischen Schriftwerk und Bild muss eine innerliche, den Darstellungs- und Lehrzweck des Worttextes unterstützende sein.“ Heute ist die Prämisse der Entscheidung, dass die zugrundeliegende Reproduktionsfotografie geschützt sei, umstritten.

## Galerie

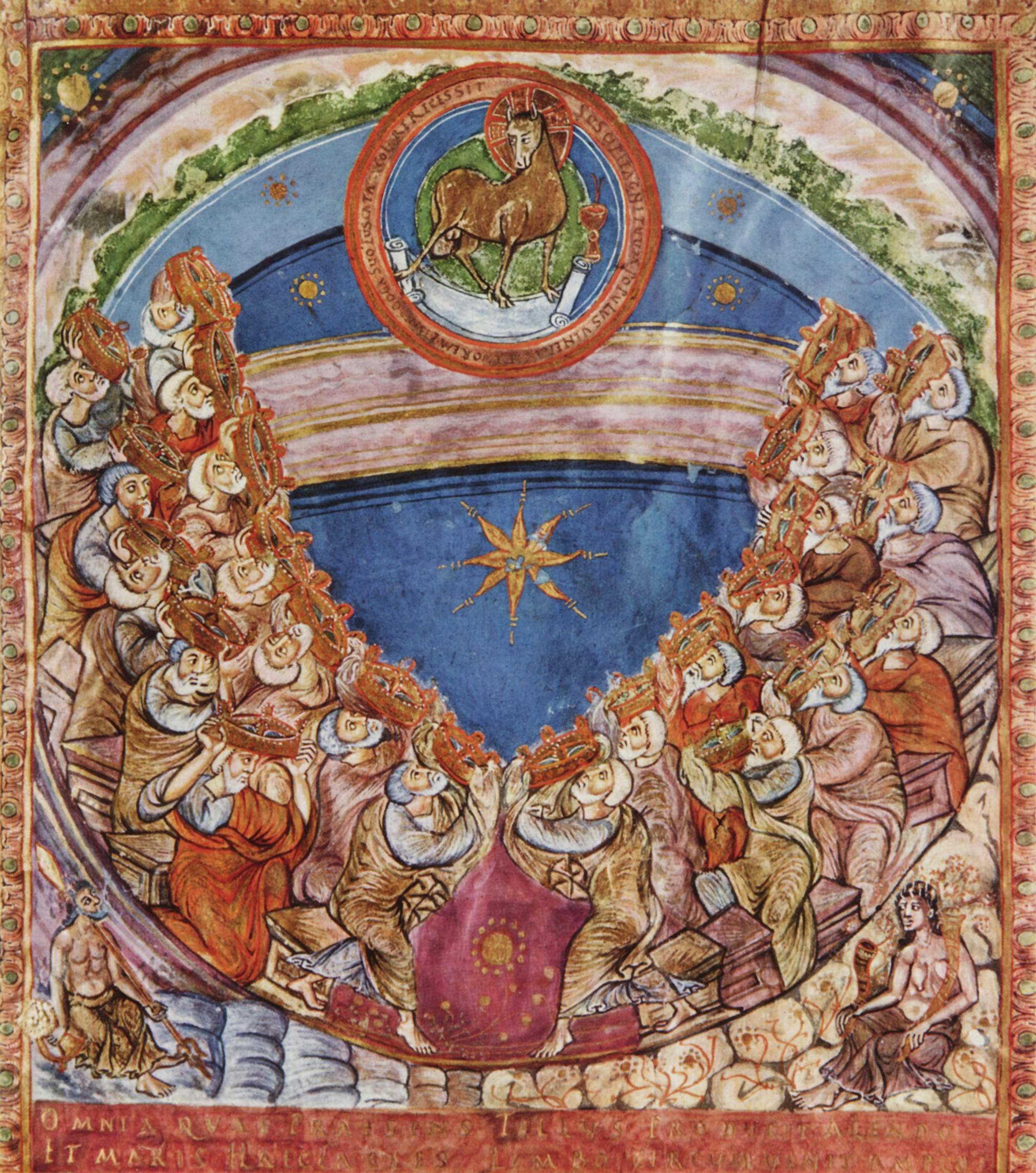
Apokalypse, Anbetung des Lammes
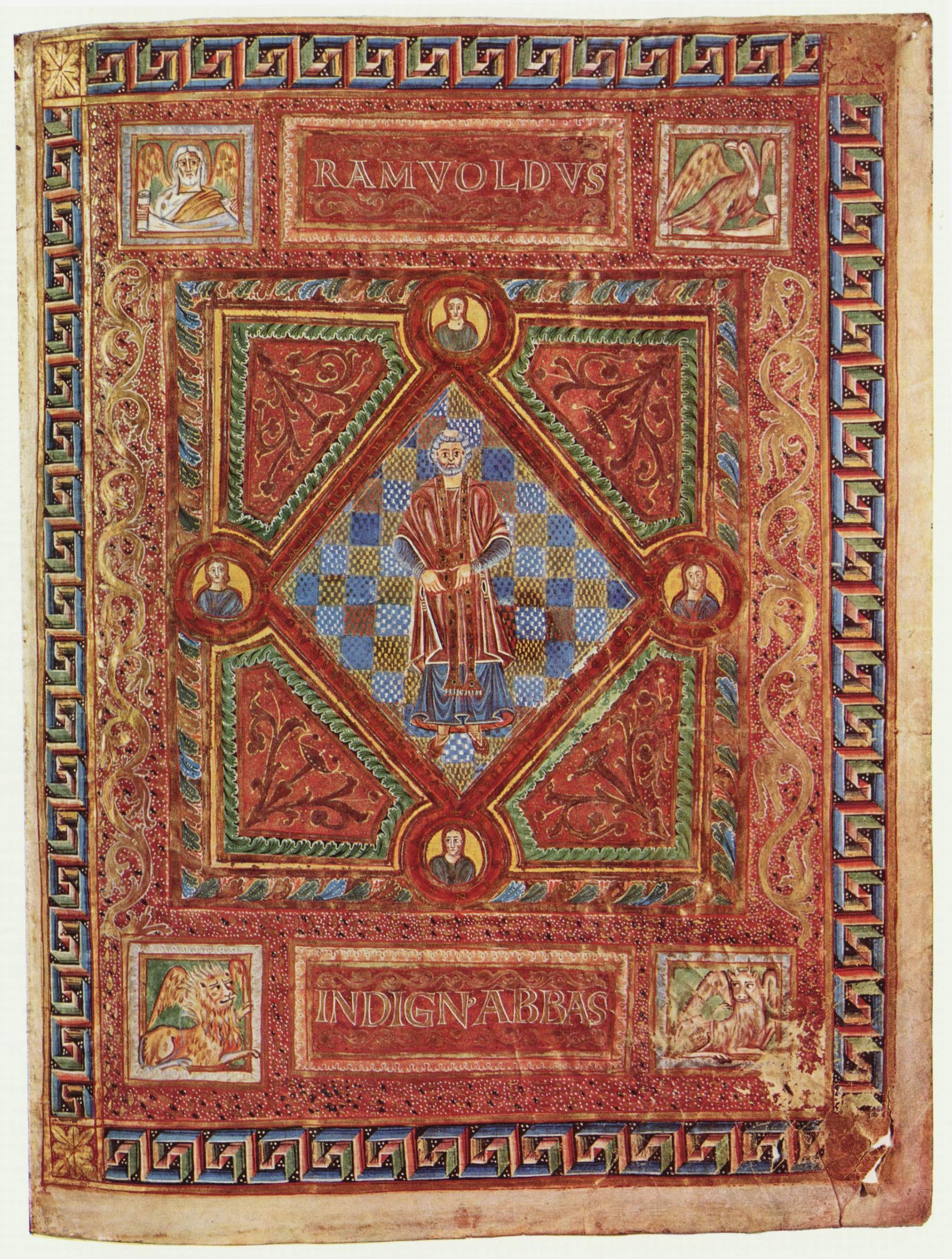
Porträt des Abtes Ramwoldus